# Ennetbürgen
Ennetbürgen es una comuna suiza del cantón de Nidwalden que se encuentra al extremo norte del cantón, en la rivera inferior del lago de los Cuatro Cantones. Limita al norte con las comunas de Weggis (LU) y Vitznau (LU), al este con Gersau (SZ), al sur con Beckenried y Buochs, y al oeste con Stans y Stansstad.
Tiene una población de 4000 personas, de las cuales el 9% es de nacionalidad extranjera (2002). Hay 200 negocios locales que emplean a 950 personas. El 14% de estos están en el sector agrícola, el 32% en industria y comercio, y el 54% en servicios.
La localidad de Buochli hace parte de la comuna.